# ボニー・フランクリン
ボニー・ゲイル・フランクリン（Bonnie Gail Franklin、1944年1月6日 - 2013年3月1日）は、テレビドラマ『One Day at a Time』（1975–84年）の主演で知られるアメリカ合衆国の女優。トニー賞、エミー賞、ゴールデングローブ賞にノミネートされた。

## 生い立ち
1944年1月6日、ブナイ・ブリスのビバリーヒルズ支部を設立した証券引受業者の父サミュエル・ベンジャミン・フランクリン（1902年-1997年）と、娘の没後も生きた長命の母クレア（旧姓ハーシュ、1911年8月24日-2014年6月7日）の娘としてカリフォルニア州サンタモニカで生まれた。両親は2人ともユダヤ人の移民で父親はロシア出身、母親はルーマニア出身であった。彼らはアメリカに移住する前にモントリオールで結婚した。
一家は彼女が13歳のときにビバリーヒルズに転居し、1961年にビバリーヒルズ高校を卒業した。スミス大学に通い、アマースト大学によるミュージカル『Good News』に新入生として出演した。その後カリフォルニアに戻ってカリフォルニア大学ロサンゼルス校で学び、1966年に英語で学士号を取得した。

## 経歴
初出演は9歳の時で、テレビの『The Colgate Comedy Hour』であった。1956年、アルフレッド・ヒッチコックの映画『間違えられた男』にクレジットの無い役で出演。1960年代には、プロクター・アンド・ギャンブル提供のショートニングのクリスコの使用法を解説する短編教育映画『You're the Judge』で10代の主人公を演じた。1970年、ミュージカル『Applause』でブロードウェイデビューを果し、トニー賞にノミネートされた。このミュージカルでローレン・バコールが歌い上げた主題歌は、ブロードウェイのそのシーズン中で最も成功した曲となった。舞台への出演時間は僅かであったにもかかわらず、フランクリンは多くの注目を集めた。例えばヴォーグ誌は1970年7月号で、メルバ・ムーア、サンディ・ダンカン、フランクリンの3人を期待の若手女優として写真付で特集している。ニュージャージー州ミルバーンのペーパーミル・プレイハウスで上演された2つのミュージカル、『George M!』と『A Thousand Clowns』の双方に出演した。1973年6月22日から9月2日までニューヨーク州ロングアイランドのジョーンズ・ビーチ・シアターで、ジョン・カラムやバーバラ・マイスターが出演したロジャース&ハマースタインのミュージカル『回転木馬』にキャリー・ピパリッジ役で出演した。
『0011ナポレオン・ソロ』（「ポーロック館の地下牢」、1965年）、『ヘイゼルおばさん』（1965年）などのテレビドラマにもゲスト出演。ABCのシットコム『ギジェットは15才』に準レギュラーとして出演。1980年代にはCBSのシットコム『Charles in Charge』やシンジケートコメディドラマ『The Munsters Today』の何本かのエピソードで監督を務めた。
フランクリンは、離婚した母親アン・ロマーノを演じたシチュエーション・コメディ『One Day at a Time』（1975–84年）で最も知られていた。2011年4月、フランクリンと他の『One Day at a Time』の出演者は、TV Land ケーブルチャンネルの毎年恒例のイベントの賞の1つ「イノベーター賞」を受賞した。TV Landの公式サイトからの引用は以下の通り。
イノベーター賞は...新しい領域を切り開き、その時代の重要な課題に取り組み、ジャンルの再定義に役立ったテレビドラマに与えられます。『One Day at a Time』は複合的ドラマ/コメディであり、婚前交渉、自殺、セクシャルハラスメントなどのタブーのテーマに対処し、障壁を取り除き、これらの問題に取り組む将来の番組のために道を開きました。テレビの先見の明のあるノーマン・リアが企画し、一部脚本を執筆した『One Day at a Time』は、1975年から1984年までの9シーズンにわたりCBSで放送されました。ボニー・フランクリン、ヴァレリー・バーティネリ、マッケンジー・フィリップスがアン・ロマーノ、バーバラ・クーパー、ジュリー・クーパー役で主演したこのシリーズは、インディアナポリスに転居して新しいアパートの管理人ドウェイン・シュナイダー（パット・ハリントン・Jr）と仲良くなる、シングルマザー（フランクリン）率いる家族を中心に展開する。他に出演者再会に加わっているのは1980年にアンのボーイフレンドであるニックの息子役で出演したグレン・スカーペリです。

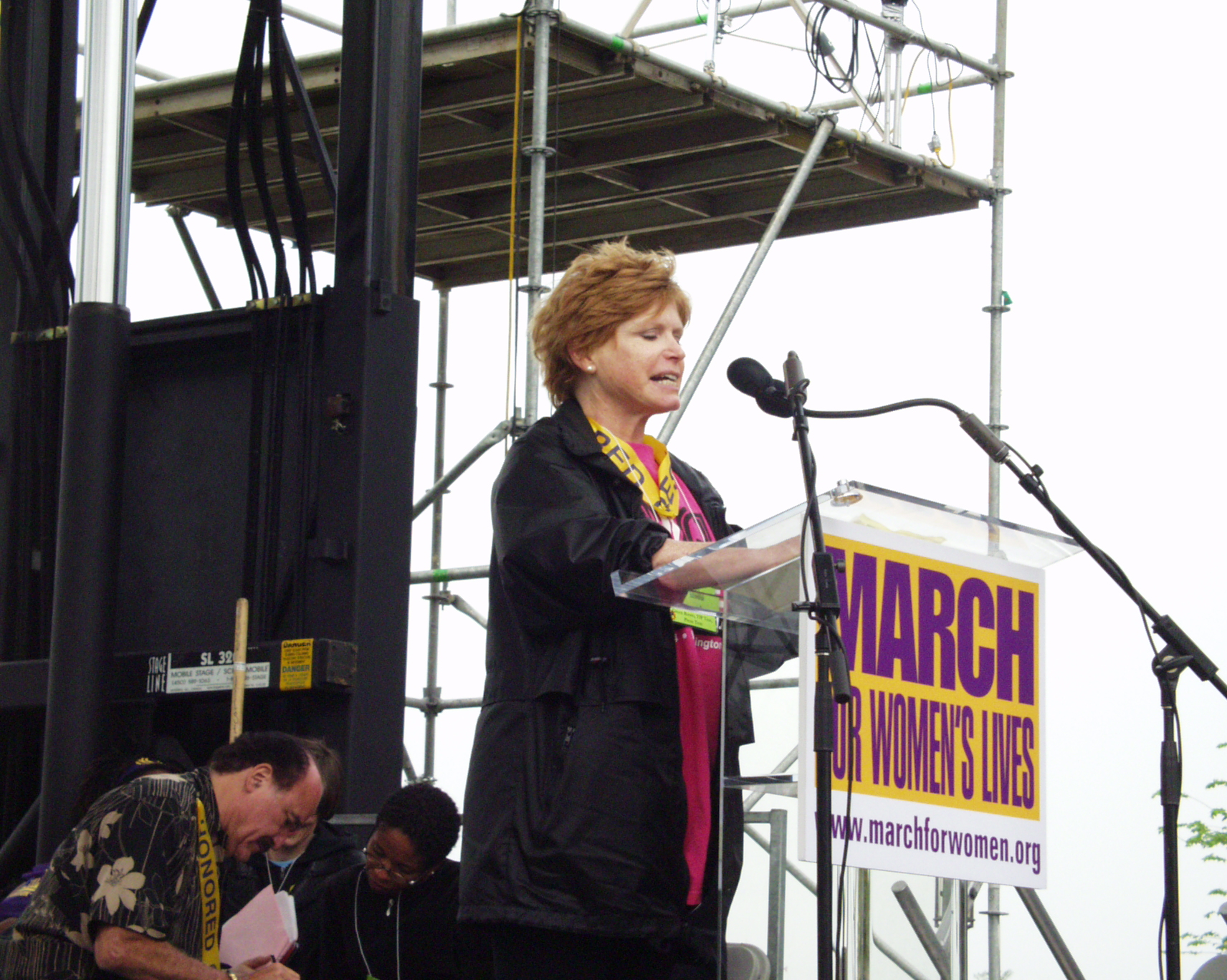
「2004年 March for Women's Lives」で群衆に話しかけるフランクリン

民主党員である彼女は、1984年アメリカ合衆国大統領選挙でウォルター・モンデールの選挙運動を支持した。
1988年、ペンシルベニア州のバックス・カウンティ・プレイハウスとポコノ・プレイハウスで、『アニーよ銃をとれ』のタイトル・ロールを演じた。1988年には、ウェストサイド・アーツ・シアター（マンハッタン）でテレンス・マクナリーの『月の光の中のフランキーとジョニー』にもトニー・ムサンテとともに出演した。1998年7月、ピッツバーグ・パブリックシアターで『ヴァージニア・ウルフなんかこわくない』に出演。1999年9月、ワシントンD.C.のフォード劇場で『人生に必要な知恵はすべて幼稚園の砂場で学んだ』に出演。2011年8-9月、カンザス州オーバーランドパークのニューシアター・レストランでブルース・ウェイツとともに『2 Across』に出演。2011年10月4日-14日、カリフォルニア州ベンチュラのルビコン・シアターで『マグノリアの花たち』のウィザーを演じた。
2000年代の半ばから後半にかけてロサンゼルス大都市圏で、2001年に姉妹のジュディと設立した劇作家集団（CCAP）による12近くの舞台に主演した。2006年から2007年にかけて、リリアン・ヘルマンによる『トイズ・イン・ジ・アティック』に出演。2008年1月、ピコ・プレイハウスでニール・サイモンの『ブロードウェイ・バウンド』に出演。
2005年、CBSによる『One Day at a Time』の60分の回顧特番『The One Day at a Time Reunion』に出演し、共演者のマッケンジー・フィリップス、ヴァレリー・バーティネリ、パット・ハリントン・Jrと再会した。2011年、TV Landの『Hot in Cleveland』でバーティネリと再び再会、バーティネリのボーイフレンド役の母親を演じた。
2012年4月28日、第28回サウスランド・シアター・アーティスツ・グッドウィル・イベント（STAGE）でビバリーヒルズのサバン・シアターの「オリジナルキャスト3」と題されたAPLA Healthの慈善公演に登場したスターの1人であった。このイベントでは、ロサンゼルス郡でHIVとAIDSに感染しているクライアントとAPLAが協力して20万ドル以上の資金を集めた。フランクリンや様々なミュージカル出演者たちは、彼らが関わってきた曲を披露した。フランクリンは1970年にブロードウェイで初舞台を踏んだ『Applause』のタイトル曲を歌った。
昼ドラ『ザ・ヤング・アンド・ザ・レストレス』にゲスト出演、エピソードは2012年8月に放送され、わずか1か月後に末期膵癌と診断された。彼女はロサンゼルスの船積み港で働いていた時に記憶喪失に罹ったビクター・ニューマンを助けに来た修道女シスター・セレストとしてキャスティングされた。劇場とテレビの仕事に加え、ニューヨーク市のル・ムーシュ、グランド・フィナーレ、エイティ＝エイツ、トライアド、アルゴンキン・ホテルのオーク・ルーム、ペンシルベニア州ニューホープのオデット、などのキャバレーに登場した。
2013年4月、サンタバーバラのアンサンブル・シアター・カンパニーで、ジョーン・ディディオンの女性独演劇『悲しみにある者』に出演する予定であったが、病気のため辞退した。

## 結婚
フランクリンは2度結婚している。最初は1967年から1970年まで脚本家のロナルド・ソッシと、次いで1980年から2009年11月11日に彼が亡くなるまでの29年間、映画製作者のマーヴィン・ミノフと添い遂げた。ミノフは、1980年に結婚する以前にフランクリンがマーガレット・サンガー役で出演したテレビ映画『Portrait of a Rebel: The Remarkable Mrs. Sanger』のエグゼクティブ・プロデューサーであった。彼女には、ジェッド及びジュリー・ミノフと言いう2人の継子がいた。

## 死去
2012年9月24日、一家のスポークスマンがフランクリンに膵癌が発見され、治療を受けていることを公表した。2013年3月1日、ロサンゼルス地区の自宅で69歳で死去、ロサンゼルスのマウント・シナイ・メモリアルパーク・セメタリーでミノフの隣に埋葬されている。

## フィルモグラフィー

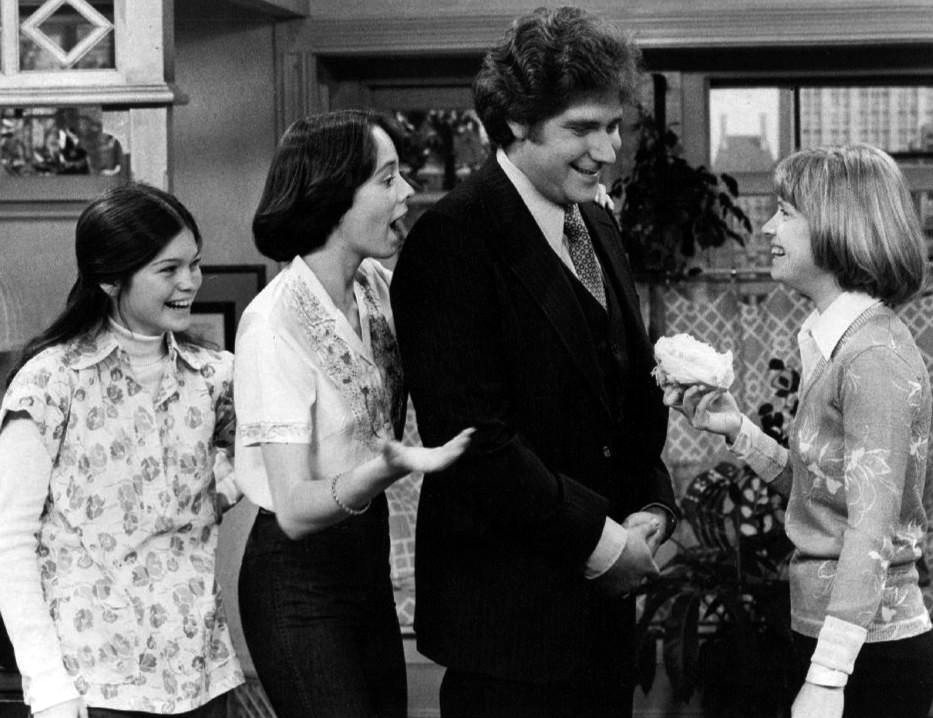
『One Day at a Time』より、左からヴァレリー・バーティネリ、マッケンジー・フィリップス、リチャード・メイサー、フランクリン

| 映画      | 映画                                            | 映画                               | 映画               | 映画             |
| 年        | 原題                                            | 邦題                               | 役名               | 備考             |
| --------- | ----------------------------------------------- | ---------------------------------- | ------------------ | ---------------- |
| 1956      | The Kettles in the Ozarks                       |                                    | Betty              | クレジットされず |
| 1956      | The Wrong Man                                   | 間違えられた男                     | Young Girl         | クレジットされず |
| 1959      | A Summer Place                                  | 避暑地の出来事                     | Girl in Dormitory  | クレジットされず |
| 1965      | Invisible Diplomats                             |                                    | Trudy              | 短編映画         |
| テレビ    |                                                 |                                    |                    |                  |
| 年        | 原題                                            | 邦題                               | 役名               | 備考             |
| 1954      | Shower of Stars                                 |                                    | Susan Cratchit     | 1エピソード      |
| 1964      | Mr. Novak                                       | ミスター・ノバック                 | Sally              | 2エピソード      |
| 1965      | Profiles in Courage                             |                                    | Deborah            | 1エピソード      |
| 1965      | Karen                                           | カレン                             | Charlotte Burns    | 1エピソード      |
| 1965      | The Man from U.N.C.L.E.                         | 0011ナポレオン・ソロ               | Peggy Durrance     | 1エピソード      |
| 1965      | Gidget                                          | ギジェットは15才                   | Jean / Janie       | 2エピソード      |
| 1965–1966 | Please Don't Eat the Daisies                    | ぼくら1ぴき6にん                   | Dorie              | 3エピソード      |
| 1966      | The Munsters                                    | マンスターズ                       | Janice             | 1エピソード      |
| 1974      | The Law                                         |                                    | Bobbie Stone       | テレビ映画       |
| 1975      | Bronk                                           | 刑事ブロンク                       | Rita               | 1エピソード      |
| 1975–1984 | One Day at a Time                               |                                    | Ann Romano         | 208エピソード    |
| 1977      | The Love Boat                                   | ラブ・ボート                       | Stacy Skogstad     | 1エピソード      |
| 1978      | Hanna-Barbera's All-Star Comedy Ice Revue       |                                    | Co-Host            | テレビ特番       |
| 1978      | A Guide for the Married Woman                   | ミセス・ジュリーの不倫な関係       | Shirley            | テレビ映画       |
| 1979      | Breaking Up Is Hard to Do                       |                                    | Gail               | テレビ映画       |
| 1980      | Portrait of a Rebel: The Remarkable Mrs. Sanger |                                    | Margaret Sanger    | テレビ映画       |
| 1983      | Your Place... or Mine                           |                                    | Alexandra          | テレビ映画       |
| 1987      | Sister Margaret and the Saturday Night Ladies   |                                    | Sister Margaret    | テレビ映画       |
| 1992      | Hearts Are Wild                                 |                                    | Gloria McKenzie    | 1エピソード      |
| 1994      | Burke's Law                                     |                                    | Theresa St. Claire | 1エピソード      |
| 1996      | Almost Perfect                                  |                                    | Mary Ryan          | 2エピソード      |
| 2000      | Touched by an Angel                             |                                    | Carol Anne Larkin  | 1エピソード      |
| 2005      | The One Day at a Time Reunion                   |                                    | Herself            | テレビ特番       |
| 2011      | Hot in Cleveland                                |                                    | Agnieszka          | 1エピソード      |
| 2012      | The Young and the Restless                      | ザ・ヤング・アンド・ザ・レストレス | Sister Celeste     | 11エピソード     |

## 受賞とノミネーション
| 年        | 賞                       | 結果       | 部門                                 | 作品              |
| --------- | ------------------------ | ---------- | ------------------------------------ | ----------------- |
| 1970      | トニー賞                 | ノミネート | ミュージカル助演女優賞               | Applause          |
| 1982      | プライムタイム・エミー賞 | ノミネート | 主演女優賞（コメディ・シリーズ部門） | One Day at a Time |
| 1982-1983 | ゴールデングローブ賞     | ノミネート | 女優賞（ミュージカル・コメディ部門） | One Day at a Time |
| 2007      | TV Land 賞               | ノミネート | She Works Hard for the Money Award   | One Day at a Time |
| 2008      | TV Land 賞               | ノミネート | Mad Ad Man (or Woman) of the Year    | One Day at a Time |
| 2012      | TV Land 賞               | 受賞       | イノベーター賞                       | One Day at a Time |